# Skeleton-Intercontinentalcup 2011/12

Logo der FIBT

Der Skeleton-Intercontinentalcup wurde in der Saison 2011/12 zum insgesamt fünften Mal ausgetragen. Er fungierte als Bindeglied zwischen dem Weltcup und den kontinentalen Rennserien Europacup und America’s Cup. Der Intercontinentalcup war eine offizielle Rennserie des Weltverbandes FIBT, die Ergebnisse flossen in das FIBT-Skeleton-Ranking 2011/12 ein.

## Saisonverlauf
Männer
Die erste Hälfte der Saison war von deutschen Startern, insbesondere von Michi Halilovic, aber in geringerem Maße auch von Sandro Stielicke dominiert. Halilovic gewann die ersten vier Saisonrennen in Lillehammer und Sigulda. Die Podiumsplatzierungen waren in beiden Doppelveranstaltungen jeweils identisch. Neben den Deutschen konnten sich vor allem Briten der russische Starter Anton Batujew und mit Abstrichen die Kanadier gut platzieren, während die US-Amerikaner ihren Niedergang, der in den Vorsaisonen begann und sich auch durch die übrigen Rennserien so darstellte, fortsetzten. Traditionell waren bei den Rennen in Sigulda die deutschen Starter im Schnitt schwächer als auf anderen Strecken, während sich vor allem Letten und Russen besser als in den meisten anderen Rennen platzierten.
Frauen
Bei den Frauen dominierten in der ersten Saisonhälfte und nahm in dieser Zeit in der Gesamtwertung die drei ersten Ränge ein. Elizabeth Yarnold gewann  nicht nur die beiden ersten Rennen in Lillehammer, sondern platzierte sich auch in den beiden folgenden Rennen in Sigulda auf dem Podium. Auch bei den Frauen gab es einen Zweikampf zwischen Briten und Deutschen, die deutschen Nachwuchsfahrerinnen angeführt von Sophia Griebel konnten neben der Kanadierin Lanette Prediger als einzige Starter den Britinnen Paroli bieten. Traditionell waren bei den Rennen in Sigulda die deutschen Starterinnen im Schnitt schwächer als auf anderen Strecken, während sich vor allem Lettinnen und Russinnen besser als in den meisten anderen Rennen platzierten. Mit Undīne Vītola konnte sich eine für Aserbaidschan startende Lettin im ersten Rennen als Fünfte sehr gut platzieren.

## Startplätze
Die Startplätze werden im Intercontinentalcup über nationale Quoten vergeben, die auf den Ergebnissen der Vorsaison basieren.
Männer:
- 3 Startplätze:  Deutschland,  Vereinigtes Königreich,  Vereinigte Staaten,  Japan
- 2 Startplätze:  Kanada,  Russland,  Schweiz,  Südkorea,  Australien,  Österreich
- alle übrigen Nationen können einen Starter entsenden

Kanada rutschte aus der Gruppe mit drei Startplätzen, den nun Japan einnimmt. Aus der Gruppe mit zwei Startplätzen rutsche Italien, dafür bekam Australien einen zweiten Startplatz. Korea und Australien nahmen in der ersten Saisonhälfte keinen ihrer Startplätze in Anspruch.
Frauen:
- 3 Startplätze:  Kanada,  Vereinigtes Königreich,  Deutschland,  Russland
- 2 Startplätze:  Vereinigte Staaten,  Japan,  Schweiz,  Italien
- alle übrigen Nationen können eine Starterin entsenden

Großbritannien erhielt einen dritten Startplatz, den die USA verlor. Rumänien verlor einen zweiten Startplatz, den nun Japan belegt. Italien und Japan nahmen in der ersten Saisonhälfte ihre Kontingente nicht in Anspruch.

## Männer

### Männer-Veranstaltungen
| Datum             | Ort         | Sieger          | Zweiter            | Dritter            |
| ----------------- | ----------- | --------------- | ------------------ | ------------------ |
| 8. Dezember 2011  | Lillehammer | Michi Halilovic | Sandro Stielicke   | Ed Smith           |
| 9. Dezember 2011  | Lillehammer | Michi Halilovic | Sandro Stielicke   | Ed Smith           |
| 18. Dezember 2011 | Sigulda     | Michi Halilovic | Anton Batujew      | David Swift        |
| 18. Dezember 2011 | Sigulda     | Michi Halilovic | Anton Batujew      | David Swift        |
| 3. Februar 2012   | Calgary     | John Daly       | Michi Halilovic    | Ed Smith           |
| 4. Februar 2012   | Calgary     | Michi Halilovic | John Daly          | Ed Smith           |
| 10. Februar 2012  | Park City   | Michi Halilovic | Charles Wlodarczak | Kyle Tress         |
| 11. Februar 2012  | Park City   | Michi Halilovic | Kyle Tress         | Charles Wlodarczak |

### Männer-Einzelwertung
| Platz | Sportler             | Land                   | LIL 1 | LIL 2 | SIG 1 | SIG 2 | CAL 1 | CAL 2 | PAC 1 | PAC 2 | Punkte |
| ----- | -------------------- | ---------------------- | ----- | ----- | ----- | ----- | ----- | ----- | ----- | ----- | ------ |
| 01    | Michi Halilovic      | Deutschland            | 01    | 01    | 01    | 01    | 02    | 01    | 01    | 01    | 950    |
| 02    | Charles Wlodarczak   | Kanada                 | 05    | 05    | 05    | 04    | 04    | 04    | 02    | 03    | 776    |
| 03    | Ed Smith             | Vereinigtes Königreich | 03    | 03    | 07    | 06    | 03    | 03    | 05    | 08    | 752    |
| 04    | Anton Batujew        | Russland               | 07    | 07    | 02    | 02    | 06    | 06    | 07    | 05    | 740    |
| 05    | David Swift          | Vereinigtes Königreich | 04    | 06    | 03    | 03    | 07    | 07    | 06    | 04    | 740    |
| 06    | Robert Derman        | Kanada                 | 11    | 10    | 08    | 05    | 05    | 05    | 10    | 06    | 656    |
| 07    | Andrei Swistow       | Russland               | 08    | 09    | 06    | 08    | 11    | 09    | 12    | 14    | 588    |
| 08    | Yuzuru Hanyūda       | Japan                  | 10    | 08    | 12    | 14    | 12    | 11    | 13    | 09    | 540    |
| 09    | Thomas Santagato     | Vereinigte Staaten     | 13    | 13    | 14    | 16    | 09    | 09    | 08    | 12    | 520    |
| 10    | Keisuke Kondo        | Japan                  | 09    | 11    | 13    | 12    | 17    | 15    | 11    | 11    | 500    |
| 11    | Yūki Sasahara        | Japan                  | 12    | 12    | 11    | 11    | 13    | 13    | 14    | 13    | 500    |
| 12    | Luke Schulz          | Vereinigte Staaten     | 14    | 14    | 10    | 10    | 14    | 21    | 09    | 10    | 491    |
| 13    | Sandro Stielicke     | Deutschland            | 02    | 02    | 04    | 09    | –     | –     | –     | –     | 392    |
| 14    | Alexandros Kefalas   | Griechenland           | 18    | 18    | 15    | 15    | 15    | 16    | 15    | 16    | 384    |
| 15    | Christopher Grotheer | Deutschland            | 06    | 04    | 09    | 07    | –     | –     | –     | –     | 344    |
| 16    | Dorin Velicu         | Rumänien               | 16    | 16    | 16    | 19    | 16    | 14    | –     | –     | 285    |
| 17    | Lee Webster          | Südafrika              | 22    | 20    | 20    | 20    | 20    | 19    | 20    | 20    | 269    |
| 18    | Jarle Johannessen    | Norwegen               | 19    | 19    | –     | –     | 19    | 18    | 16    | 15    | 251    |
| 19    | John Daly            | Vereinigte Staaten     | –     | –     | –     | –     | 01    | 02    | –     | –     | 230    |
| 20    | Kyle Tress           | Vereinigte Staaten     | –     | –     | –     | –     | –     | –     | 03    | 02    | 212    |
| 21    | Greg West            | Vereinigte Staaten     | 15    | 15    | 17    | 13    | –     | –     | –     | –     | 208    |
| 22    | Dominic Parsons      | Vereinigtes Königreich | –     | –     | –     | –     | –     | –     | 04    | 07    | 180    |
| 23    | Yuk Jun-sung         | Südkorea               | –     | –     | –     | –     | 18    | 17    | 17    | 17    | 172    |
| 24    | Urs Vescoli          | Australien             | –     | –     | –     | –     | 17    | 17    | 19    | 17    | 169    |
| 25    | Michael Höfer        | Schweiz                | –     | –     | –     | –     | 08    | 08    | –     | –     | 160    |
| 26    | Philippe Wendel      | Schweiz                | 20    | 21    | 18    | 18    | –     | –     | –     | –     | 145    |
| 27    | Lee Han-sin          | Südkorea               | –     | –     | –     | –     | 21    | 20    | 19    | 19    | 139    |
| 28    | Giovanni Mulassano   | Italien                | –     | –     | –     | –     | 10    | 12    | –     | –     | 136    |
| 29    | Rasmus Ottosson      | Schweden               | –     | –     | –     | –     | –     | –     | 18    | 18    | 080    |
| 30    | Linus Ottosson       | Schweden               | 21    | 22    | –     | –     | –     | –     | –     | –     | 059    |

## Frauen

### Frauen-Veranstaltungen
| Datum             | Ort         | Sieger            | Zweiter           | Dritter            |
| ----------------- | ----------- | ----------------- | ----------------- | ------------------ |
| 8. Dezember 2011  | Lillehammer | Elizabeth Yarnold | Sophia Griebel    | Jacqueline Lölling |
| 9. Dezember 2011  | Lillehammer | Elizabeth Yarnold | Donna Creighton   | Lanette Prediger   |
| 18. Dezember 2011 | Sigulda     | Donna Creighton   | Rose McGrandle    | Elizabeth Yarnold  |
| 18. Dezember 2011 | Sigulda     | Rose McGrandle    | Elizabeth Yarnold | Sophia Griebel     |
| 3. Februar 2012   | Calgary     | Amy Williams      | Rose McGrandle    | Katie Uhlaender    |
| 4. Februar 2012   | Calgary     | Rose McGrandle    | Sophia Griebel    | Amy Williams       |
| 10. Februar 2012  | Park City   | Rose McGrandle    | Amy Williams      | Sophia Griebel     |
| 11. Februar 2012  | Park City   | Rose McGrandle    | Sophia Griebel    | Jacqueline Lölling |

### Frauen-Einzelwertung
| Platz | Sportler           | Land                         | LIL 1 | LIL 2 | SIG 1 | SIG 2 | CAL 1 | CAL 2 | PAC 1 | PAC 2 | Punkte |
| ----- | ------------------ | ---------------------------- | ----- | ----- | ----- | ----- | ----- | ----- | ----- | ----- | ------ |
| 01    | Rose McGrandle     | Vereinigtes Königreich       | 08    | 07    | 02    | 01    | 02    | 01    | 01    | 01    | 864    |
| 02    | Donna Creighton    | Vereinigtes Königreich       | 04    | 02    | 01    | 05    | 04    | 07    | 04    | 06    | 782    |
| 03    | Sophia Griebel     | Deutschland                  | 02    | 06    | 08    | 03    | 09    | 02    | 03    | 02    | 778    |
| 04    | Lanette Prediger   | Kanada                       | 05    | 03    | 09    | 04    | 06    | 05    | 0 5   | 10    | 710    |
| 05    | Jacqueline Lölling | Deutschland                  | 03    | 04    | 12    | 13    | 05    | 04    | 06    | 03    | 700    |
| 06    | Michelle Bartleman | Kanada                       | 09    | 10    | 13    | 14    | 12    | 08    | 10    | 13    | 540    |
| 07    | Elina Galijewa     | Russland                     | 12    | 11    | 10    | 12    | 13    | 12    | 12    | 11    | 524    |
| 08    | Micaela Widmer     | Kanada                       | –     | –     | 06    | 07    | 08    | 09    | 07    | 05    | 504    |
| 09    | Elizabeth Yarnold  | Vereinigtes Königreich       | 01    | 01    | 03    | 02    | –     | –     | –     | –     | 452    |
| 10    | Amy Williams       | Vereinigtes Königreich       | –     | –     | –     | –     | 01    | 03    | 02    | 04    | 428    |
| 11    | Swetlana Sacharowa | Russland                     | 07    | 05    | dns   | 06    | –     | –     | 09    | 07    | 424    |
| 12    | Lelde Priedulēna   | Lettland                     | 17    | 13    | 11    | 11    | 11    | 11    | –     | –     | 376    |
| 13    | Kathleen Lorenz    | Deutschland                  | 06    | 08    | 07    | 08    | –     | –     | –     | –     | 332    |
| 14    | Savannah Graybill  | Vereinigte Staaten           | 15    | 17    | dns   | dns   | 14    | 13    | 13    | 14    | 328    |
| 15    | Undīne Vītola      | Aserbaidschan                | 11    | 09    | 05    | 09    | –     | –     | –     | –     | 312    |
| 16    | Jelena Nikitina    | Russland                     | 10    | 12    | 04    | 10    | –     | –     | –     | –     | 304    |
| 17    | Melissa Hoar       | Australien                   | –     | –     | –     | –     | 15    | 16    | 08    | 08    | 260    |
| 18    | Rachelle Rasmussen | Vereinigte Staaten           | 12    | 14    | 14    | 15    | –     | –     | –     | –     | 228    |
| 19    | Olga Korobkina     | Russland                     | –     | –     | –     | –     | 16    | 15    | 14    | 12    | 220    |
| 20    | Katie Uhlaender    | Vereinigte Staaten           | –     | –     | –     | –     | 06    | 03    | –     | –     | 190    |
| 21    | Erika Riedl        | Schweiz                      | 18    | 18    | 15    | 16    | –     | –     | –     | –     | 180    |
| 22    | Delia Andreea Ivas | Rumänien                     | 16    | 15    | –     | –     | 18    | 18    | –     | –     | 180    |
| 23    | Katie Tannenbaum   | Amerikanische Jungferninseln | –     | –     | –     | –     | 20    | 20    | 15    | 15    | 172    |
| 24    | Olga Potylizyna    | Russland                     | –     | –     | –     | –     | 07    | 10    | –     | –     | 156    |
| 25    | Kimber Gabryszak   | Vereinigte Staaten           | –     | –     | –     | –     | –     | –     | 11    | 09    | 144    |
| 26    | Marina Gilardoni   | Schweiz                      | –     | –     | –     | –     | 10    | 14    | –     | –     | 128    |
| 27    | Desirée Bjerke     | Norwegen                     | 14    | 16    | –     | –     | –     | –     | –     | –     | 104    |
| 28    | María Montejano    | Spanien                      | –     | –     | –     | –     | 17    | 17    | –     | –     | 088    |
| 29    | Rindy Loucks       | Jamaika                      | –     | –     | –     | –     | 19    | 19    | –     | –     | 074    |
| 30    | Darla Deschamps    | Kanada                       | dns   | –     | –     | –     | –     | –     | –     | –     | 0      |